# Ruellia corzoi
Ruellia corzoi là một loài thực vật có hoa trong họ Ô rô. Loài này được Tharp & F.A. Barkley miêu tả khoa học đầu tiên năm 1949.